# Ministerium für Staatsadministration Osttimors

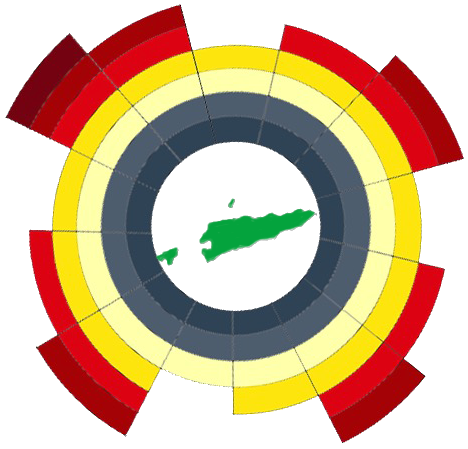
Logo des Ministeriums für Staatsadministration

Das Ministerium für Staatsadministration Osttimors (tetum Ministériu Administrasaun Estatál; portugiesisch Ministério da Administração Estatal; kurz: MAE, MAEOT) ist die osttimoresische Regierungsbehörde für die Kommunalverwaltung, Dezentralisierung der Verwaltung, Unterstützung der Gemeindeorganisationen, Förderung der lokalen Entwicklung, Organisation und Durchführung von Wahlen und Volksabstimmungen, Förderung der Hygiene und der städtischen Organisation sowie Klassifizierung und Erhaltung von amtlichen Dokumenten von historischem Wert. Die Leitung obliegt dem Minister.
Der Sitz des Ministeriums befindet sich in der Landeshauptstadt Dili im Stadtteil Caicoli in der Avenida 20 de Maio.

## Aufgaben

Altes Symbol des Ministeriums

Das Ministerium ist die Regierungsbehörde, die für die Gestaltung, Umsetzung, Koordinierung und Bewertung der vom Ministerrat festgelegten und genehmigten Politik in ihren Geschäftsbereichen zuständig ist; insbesondere ist es für die Förderung und Durchführung des Prozesses der Dezentralisierung der Verwaltung und der Einrichtung von Organen und Diensten der lokalen Behörden verantwortlich.
Zu den Aufgaben gehören: Vorschlag und Umsetzung des Gesetzes über die kommunale Selbstverwaltung, des Kommunalwahlgesetzes, des Gesetzes über die Finanzen, das Kulturerbe und die kommunale Versorgung sowie anderer Rechts- und Verwaltungsvorschriften, die für die Dezentralisierung der Verwaltung und die Einrichtung von Vertretungsorganen der kommunalen Selbstverwaltung erforderlich sind; Hilfe beim Prozess der  Dezentralisierung der Verwaltung, in Abstimmung mit den anderen Ministerien und zuständigen Stellen; Förderung von Kooperationsvereinbarungen mit den kommunalen Behörden anderer Staaten, um den Dezentralisierungsprozess zu vertiefen, in Zusammenarbeit mit dem Außenministerium; Koordinierung und Überwachung der Aktivitäten der peripheren Dienststellen des Ministeriums; Einrichtung und Durchführung von Mechanismen der Zusammenarbeit und Koordinierung mit anderen Organen der öffentlichen Verwaltung, die für verwandte Bereiche zuständig sind; Vorschläge für öffentliche Maßnahmen und Gesetzesinitiativen im Zusammenhang mit den Zuständigkeitsbereichen des Ministeriums; Vorschlag und Anwendung von Gesetzen zur Förderung der Hygiene und der öffentlichen Ordnung in den Städten, ohne Eingriff in die Befugnisse der lokalen Regierungsorgane; Vorschlag und Anwendung der gesetzlichen Bestimmungen zur Ortsnamenkunde, ohne Eingriff in die Befugnisse der lokalen Regierungsorgane; Gewährleistung der technischen Unterstützung von Wahl- und Volksabstimmungsprozessen; Förderung lokaler und ländlicher Entwicklungspolitik zur Verringerung wirtschaftlicher und sozialer Ungleichheiten in Zusammenarbeit mit anderen staatlichen Stellen; Einrichtung und Durchführung von Mechanismen der Zusammenarbeit und technischen Unterstützung für Gemeindevorsteher; Gewährleistung der Koordinierung und Umsetzung der integrierten kommunalen Entwicklungsplanung; Gewährleistung der Koordinierung und Umsetzung des nationalen Suco-Entwicklungsprogramms; Entwicklung und Umsetzung von Maßnahmen und Mechanismen zur Unterstützung der Entwicklung von Gemeinden und Sucos; Vorschlag und Entwicklung von Standards und technischen Anweisungen für die Klassifizierung, Behandlung und Archivierung historischer Dokumente und staatlicher Dokumente; Förderung der Rückgewinnung, Erhaltung und ordnungsgemäßen Aufbewahrung historischer Dokumente und staatlicher Dokumente.

## Organisationsstruktur und untergeordnete Behörden

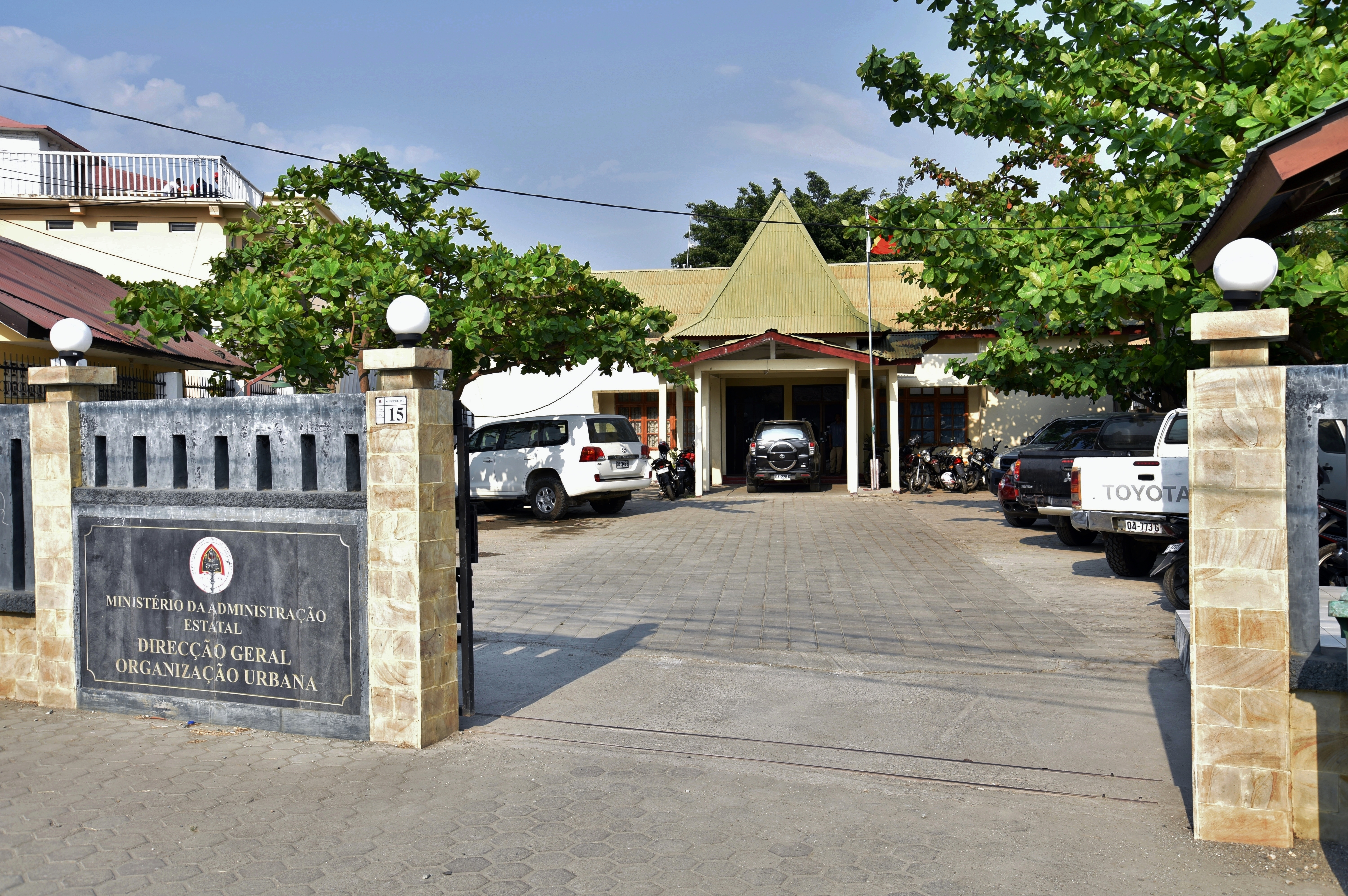
Sitz der Generaldirektion für Urbane Organisation (2018)

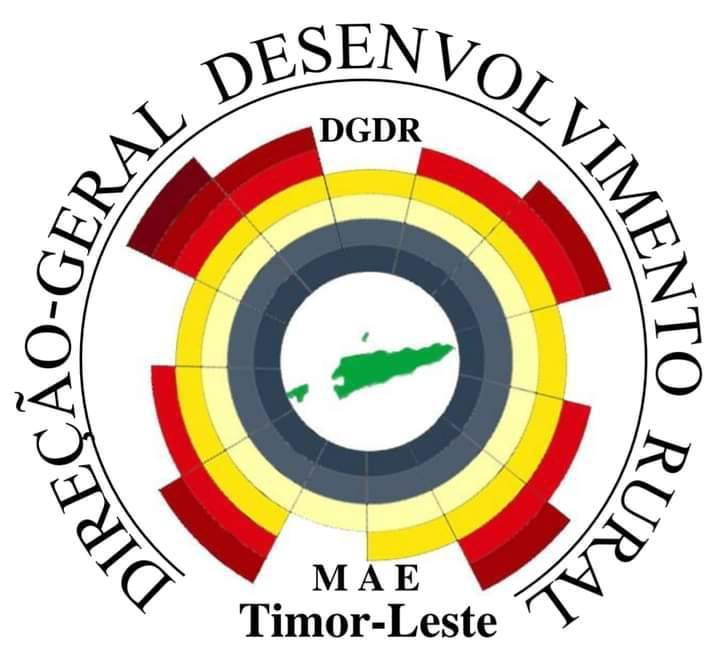
Generaldirektion für ländliche Entwicklung

Dem Minister sind das Secretariado Técnico de Administração Eleitoral (STAE) und das Arquivo Nacional de Timor-Leste unterstellt. Zur Seite stehen ein Beirat (Conselho Consultivo) und der Rat zur territorialen Koordination (Conselho de Coordenaçâo Territorial). Die zentrale Verwaltung besteht aus der Generaldirektion für die Dezentralisierung der Verwaltung, der Generaldirektion für Verwaltung und Finanzen, der Generaldirektion für ländliche Entwicklung, der Abteilung für Protokoll, institutioneller Kommunikation und externer Kooperation, der Generalinspektion für Staatsadministration, der Abteilung für dezentrale Genehmigungen und die Abteilung für technische Unterstützung sowie deren Untergliederungen.
Der direkten, lokalen Verwaltung gehören die Behörden der einzelnen Gemeinden an, denen jeweils ein von der Regierung bestimmter Administrator oder Präsident vorsteht. Die Behörde der Sonderverwaltungsregion Oe-Cusse Ambeno gehört hier nicht dazu.
In der IX. konstitutionelle Regierung Osttimors sind dem Ministerium neben einem Vizeminister die Staatssekretäre für lokale Entwicklung und für Toponymie und Städteplanung zugeordnet.